# Vaemla jõgi
Vaemla jõgi är ett 13 km långt vattendrag på Dagö i västra Estland. Det ligger i Käina kommun i Hiiumaa (Dagö), 130 km sydväst om huvudstaden Tallinn. Ån mynnar i Vaemla laht, en flad som skiljer Dagös sydöstra strand från ön Kassari. 